# 李可灼
李可灼（？—？），中國明朝官員，在鴻臚寺丞任內因對患病的泰昌帝朱常洛進獻藥物，而成為由泰昌帝暴斃而起的「紅丸案」中的關鍵人物。

## 紅丸案始末
1620年（明萬曆四十八年）農曆七月，萬曆帝朱翊鈞崩俎；八月初一，皇太子朱常洛登基繼位，擬定改元「泰昌」，並諡先皇為「神宗」。新帝即位不久於八月初十日病倒；司禮監秉筆兼掌御藥房太監崔文昇進以瀉藥，服後病益劇，乃召閣臣方從哲等入受顧命。八月二十九日起，皇帝連續服用了李可灼進獻的紅丸，病情稍緩。但旋於九月一日（一说八月三十日）五更時暴斃，在位僅29天。新帝未及改元即於年內崩俎，乃由年幼的皇長子朱由校繼位，翌年改元「天啟」，並諡先帝為「光宗」。
光宗猝逝，吏部尚书张问达、户部尚书汪应蛟、禮部尚書孫慎行、左都御史鄒元標，以及眾多言官紛紛彈劾崔、李二人用藥、進藥錯誤之罪。當時主持內閣的大學士方從哲希望藉由對李可灼賞銀五十兩、罰俸一年等動作，將光宗死前的一連串事件定調為「进药不效，但亦臣爱君之意」，以閉塞外廷沸騰的弑逆之責；但他自己也因此成為被彈劾的對象。此時，户部尚书汪应蛟上奏則稱“弑逆”為過，建議改為下三法司處理。後來天啟帝下旨問崔、李二人罪，結果1622年（天啟二年），明廷將崔文昇發遣南京，李可灼遣戍邊疆。然而到天启五年，魏忠賢上《三朝要典》，遂免其遣戍。

### 出处
1. ↑  《明史》（卷241）：“可灼趋入，和药以进，少顷又进。圣躬安舒就寝。”
2. ↑  《明史》（卷243）：“然从哲之罪实不止此。先是则有皇贵妃欲为皇后事，古未有天子既崩而立后者。倘非礼官执奏，言路力持，几何不遗祸宗社哉！继此则有谥皇祖为恭皇帝事。历考晋、隋、周、宋，其末世亡国之君率谥曰"恭"，而以加之我皇祖，岂真不学无术？实乃咒诅君国，等于亡王，其设心谓何？后此则有选侍垂帘听政事。刘逊、李进忠幺么小竖，何遂胆大扬言。说者谓二竖早以金宝输从哲家，若非九卿、台谏力请移宫，选侍一日得志，陛下几无驻足所。闻尔时从哲濡迟不进，科臣趣之，则云迟数日无害。任妇寺之纵横，忍君父之杌陧，为大臣者宜尔乎？臣在礼言礼，其罪恶逆天，万无可生之路。若其他督战误国，罔上行私，纵情蔑法，干犯天下之名义，酿成国家之祸患者，臣不能悉数也。陛下宜急讨此贼，雪不共之仇！毋询近习，近习皆从哲所攀援也；毋拘忌讳，忌讳即从哲所布置也。并急诛李可灼，以泄神人之愤。”
3. ↑  《明季北略》（卷1）：“杨涟论内官崔文升用药之误，言帝疾法宜清补，文升反投以相反相伐之剂云云。此八月二十四日疏。九月三日，御史郑宗周请下文升法司严鞫，言往岁张差之变，祸几不测，张差之后因有文升，致先帝一旦崩逝，当寸斩之。结事惠世扬奏崔文升轻用剥伐之药，伤损先帝。科臣台臣论之，辅臣方从哲，又何心而代拟出脱。南京太常寺少卿曹珍疏，请究医药奸党阴谋，谓当与先年梃击青宫，同一奸谋云。南台御史傅宗皋论崔文升用药之误。御史马逢皋、南御史李希孔交章劾文升用药之故，宜正典刑。刑部主事王之采奏请复先帝之仇，论李选侍、郑贵妃、崔文升、李可灼共一线索。礼部尚书孙慎行参方从哲、李可灼进药之罪。吏部尚书张问达会同户部尚书汪应蛟等公奏曰：李可灼非医官也，一旦以红丸轻进，而龙驭上升，罪胜诛乎？崔文升身历提督，当可灼进红丸之时，何不详察，罪又在可灼上矣。上谕李可灼拿解法司究问正罪。崔文升发遣南京三年。戍可灼。御史郭如楚，论李可灼之罪。”
4. ↑  《明史》（卷243）：“初，光宗大渐，鸿胪寺丞李可灼以红铅丸药进。俄帝崩，廷臣交章劾之。大学士方从哲拟旨令引疾归，赉以金币。”
5. ↑  《明季北略》（卷1）：“八月二十九日，李可灼进药，明日光宗崩。九月初三日丁丑御史王安舜，参李可灼进红丸罪状。言臣接邸报，奉令旨赏可灼银五十两。夫可灼敢以无方无制之药，驾言金丹，且唱言精知子平五星，夭寿莫逃，此不过借此以塞外廷之议耳。奉令旨李可灼于先帝病革之时，具本进药不效，殊失敬慎，但亦臣爱君之意。姑从轻罚俸一年。”
6. ↑  《明史》（卷241）：“是时群情仓惶，凄然共切，弑逆二字，何可忍言。在诸臣固谅从哲无是心，即慎行疏中亦已相谅。若可灼轻易进药，非但从哲未能止，臣与众人亦未能止，臣等均有罪焉。及御史王安舜等疏论可灼，从哲自应重拟，乃先止罚俸，继令养疾，则失之太轻。今不重罪可灼，何以慰先帝而服中外之心？宜提付法司，正以刑辟。若崔文升妄投凉药，罪亦当诛。请并下法司，与可灼并按。从哲则应如其自请，削去官阶，为法任咎，此亦大臣引罪之道宜然，而非臣等所敢议也”
7. ↑  《明史纪事本末》（卷68）：“五年四月，免李可灼戍。十一月，尚宝司少卿刘志选劾原任礼部尚书孙慎行倡不尝药之说，妄疑先帝不得正其终，更附不讨贼之论，轻诋皇上不得正其始。”

### 书目
- 清 張廷玉等，《明史》。
- 計六奇，《明季北略》。